# 加藤良輝
加藤良輝（かとうよしき、1996年12月12日 - ）は、日本の男性プロレスラーで元警察官。本名は同じ。岐阜県瑞浪市出身。岐阜県立瑞浪高校、名城大学卒業。DRAGON GATE所属。血液型B型。

## 来歴
子供の頃から警察官として働く父親にあこがれ、大学卒業後、警察官となり長野県警に2年間勤務した。
2021年4月、高校時代に観戦したプロレスの感動が忘れられず、DRAGON GATE入門。同期は望月ジュニア、柳内大貴。
2022年12月6日、DRAGON GATE後楽園ホール大会の対菊田円戦でデビュー。

## 得意技
クレセントバックブリーカー
リストクラッチ式アルゼンチンバックブリーカー
カデーレ・ルナ
リナシェッタ・ソレ
シットダウン式カナディアンハンマー

## タイトル歴
DRAGON GATE
- オープン・ザ・トライアングルゲート王座（第88.93代）（パートナーはKAI&ISHIN→ISHIN&帆希）